# Liste von Kontrabassisten
In die Liste von Kontrabassisten sind unter den verschiedenen musikalischen Genres Namen von Kontrabassisten eingetragen, die dort umfassende Bekanntheit erlangt haben und die Relevanzkriterien erfüllen. Die Namen in der Liste sind alphabetisch sortiert.

## Klassik
- Johann Josef Abert (1832–1915)
- Rodion Asarchin (1931–2007)
- Johannes Auersperg (1934–2019)
- Ovidiu Bădilă (1962–2001)
- Martin Bärenz (* 1956)
- Jeffrey Beecher (* 1982)
- Giovanni Bottesini (1821–1889)
- Helmut Branny (* 1957)
- David Brito (* 1980)
- Youen Cadiou (* 1975)
- Simon Carrington (* 1942)
- Arnault Cuisinier (* ≈1958)
- Antonio Dall’Occa (1763–1846)
- Lisa Dowling (* ≈1984)
- Hans-Heinz Daweke (1926–1996)
- Domenico Dragonetti (1763–1846)
- Jurek Dybał (* 1977)
- John Eckhardt (* 1974)
- Wolfgang Fernow (1952–2022)
- Theodor Albin Findeisen (1881–1936)
- Hans Fryba (1899–1986)
- Bogusław Furtok (* 1967)
- Maciej Garbowski (* 1981)
- Yuri Goloubev (* 1972)
- Sławomir Grenda (* 1968)
- Fernando Grillo (1945–2013)
- Wolfgang Güttler (1945–2022)
- Barry Guy (* 1947)
- Erich Hartmann (1920–2020)
- František Hertl (1906–1973)
- Christine Hoock
- Georg Hörtnagel (1927–2020)
- Josef Hrabě (1816–1870)
- Jiří Hudec (* 1953)
- Bjørn Ianke (1948–2002)
- Rinat Ibragimow (1960–2020)
- Petru Iuga (* 1974)
- Gary Karr (1941–2025)
- Ivan Kitanović (* 1976)
- Detmar Kurig (* 1966)
- Sergej Kussewitzki (1874–1951), auch Dirigent und Komponist
- Thomas Lähns (* 1981)
- Esko Laine (* 1961)
- Chris Laurence (* 1949)
- Bruce Lawrence (1926/27–2015)
- Dorin Marc (* 1958)
- Duncan McTier (* 1954)
- Kelsey Mines (* ≈1990)
- Edgar Meyer (* 1960)
- Adolf Mišek (1875–1955)
- August Müller (1808–1867)
- Gerhard Muthspiel (* 1958)
- Édouard Nanny (1872–1942)
- Buell Neidlinger (1936–2018)
- Josef Niederhammer (* 1954)
- Onur Özkaya (* 1980)
- Božo Paradžik (* 1969)
- Tae-bun Park (* 1971)
- Roman Patkoló (* 1982)
- Aladár Pege (1939–2006)
- Jakob Petzl (* 1985)
- Friedrich Pischelberger (1741–1813)
- Alfred Planyavsky (1924–2013)
- Alois Posch
- František Pošta (1919–1991)
- François Rabbath (* 1931)
- Ödön Rácz (* 1981)
- Gerd Reinke (* 1941)
- Daniele Roccato (* 1969)
- Rick Rozie (* ≈1944)
- Edicson Ruiz (* 1985)
- Anton Schachenhofer (* 1962)
- Stefan Schäfer (* 1963)
- Christoph Schmidt (* 1962)
- Mini Schulz (* 1966)
- Stefano Scodanibbio (1956–2012)
- Karl E. H. Seigfried (* 1973)
- Konrad Siebach (1912–1995)
- Bartosz Sikorski (* 1974)
- Franz Simandl (1840–1912)
- Melissa Slocum (* 1961)
- Johannes Matthias Sperger (1750–1812)
- Bernard Spieler (≈1920–≈1964)
- Thomas Stahr (* 1960)
- Klaus Stoll (* 1943)
- Ludwig Streicher (1920–2003)
- Hans Sturm (* 1960)
- Håkon Thelin (* 1976)
- Klaus Trumpf (* 1940)
- Guy Tuneh (* 1977)
- Bertram Turetzky (* 1933)
- Eliot Wadopian (1958–2021)
- Herbert Ward (1921–1994)
- Tadeusz Wielecki (* 1954)
- Friedrich Witt (1930–2015)
- Michael Barry Wolf (* 1954)
- Dave Young (* 1940)
- Dieter Zahn (* 1940)
- Jan Dismas Zelenka (1679–1745)
- Rainer Zepperitz (1930–2009)
- Daxun Zhang (* 1981)
- Frederick Zimmermann (1906–1967)

## Jazz
A
- Ahmed Abdul-Malik (1927–1993)
- Joshua Abrams (* 1973)
- Marc Abrams (* 1958)
- Placide Adams (1929–2003)
- Philippe Aerts (* 1964)
- Oscar Alem (1941–2017)
- Ben Allison (* 1966)
- Trigger Alpert (1916–2013)
- Adolphus Alsbrook (1912–1988)
- Maarten Altena (* 1943)
- Luiz Alves (* 1944)
- Nicolai Amrehn (* 1991)
- Arild Andersen (* 1945)
- Thomas Winther Andersen (* 1969)
- Jay Anderson (* 1955)
- Richard Andersson (* 1984)
- Thommy Andersson (* 1973)
- David Andres (* 1984)
- Giorgos Antoniou (* 1970)
- Tony Archer (* 1938)
- Reza Askari (* 1986)
- Tine Asmundsen (* 1963)
- Nico Assumpção (1954–2001)
- Zeca Assumpção (* 1945)
- Lisle Atkinson (1940–2019)
- Jürgen Attig (* 1961)
- Gregor Aufmesser (* 1988)
- Jean-Jacques Avenel (1948–2014)
- Giorgio Azzolini (1928–2024)

B
- Harry Babasin (1921–1988)
- Roy Babbington (* 1940)
- Decebal Badila (* 1968)
- Buddy Banks (1927–2005)
- James Banner (* 1991)
- Mladen Baraković (1950–2021)
- Michał Barański (* 1984)
- Or Bareket (* ≈1985)
- Dave Baron (* 1988)
- Hank Bartels (1930–2022)
- Dallas Bartley (1916–1979)
- Štefan Bartuš (* 1978)
- Michael Bates
- Matthias Bauer (* 1959)
- Alex Bayer (* ≈1980)
- Skip Beckwith (1939–2019)
- Jacek Bednarek (1944–1990)
- Marius Beets (* 1966)
- Detlev Beier (1957–2016)
- Roberto Bellatalla (* 1954)
- Arnoud van den Berg (* 1971)
- Chuck Berghofer (* 1937)
- Dan Berglund (* 1963)
- Elsa Bergman (* ≈1990)
- Tom Berkmann (* 1988)
- Alex Bernard (* ≈1950)
- Marc Bertaux (* 1949)
- Johan Berthling (* 1973)
- Hendrik Bertram (* 1968)
- Carlos Bica (* 1958)
- Michael Bisio (* 1955)
- Alex Blake (* 1951)
- Olly Blanchflower (* 1952)
- Jimmy Blanton (1918–1942)
- Fridolin Blumer (* 1984)
- Peter Bockius (* 1941)
- Gildas Boclé (* 1960)
- Markus Bodenseh (* 1972)
- Jesper Bodilsen (* 1970)
- Silvia Bolognesi (* 1974)
- Patrik Boman (* 1964)
- Roberto Bonati (* 1959)
- Jimmy Bond (1933–2012)
- René Bornstein (* 1983)
- Henk Bosch van Drakestein (1928–1993)
- Raffaele Bossard (* 1982)
- David Bowden (* ≈1992)
- Bob Bowen (1965–2010)
- Jacky Boyadjian (≈1944–2024)
- Adrie Braat (* 1955)
- Thomas Bramerie (* 1965)
- Wellman Braud (1891–1966)
- Romy Brauteseth (* 1989)
- David Brito (* 1980)
- Vilhelm Bromander (* 1988)
- Benjamin Brown (* 1952)
- Ray Brown (1926–2002), auch Cellist
- Steve Brown (1890–1965)
- Manfred Bründl (* 1959)
- Jerry Bruno (1920–2020)
- Janot Buchem (1946–2014)
- Monty Budwig (1929–1992)
- Belden Bullock (* 1957)
- Giorgio Buratti (1935–2022)
- Tammy Burdett (* 1940)
- Bobby Burri (* 1949)
- Sigi Busch (* 1943)
- Anna Butterss (* ≈1991)
- Joe Gene Byrd (1933–2012)

C
- Demian Cabaud (* 1977)
- Youen Cadiou (* 1975)
- Red Callender (1916–1992)
- Pablo Martín Caminero (* 1974)
- Jean Cammas (* 1990)
- Dick van der Capellen (1919–2011)
- Paulo Cardoso (1953–2018)
- Ron Carter (* 1937)
- Daniel Casimir (* ≈1990)
- Fabrizio Cecca (1956–2014)
- Thibault Cellier (* um 1986)
- Paul Chambers (1935–1969)
- Joan Chamorro (* 1962)
- Frédéric Chiffoleau (* 1975)
- Emile Christian (1895–1973)
- Peter Christof (* 1985)
- Peter Cischeck (* 1957)
- Alexander Claffy (* 1992)
- Stanley Clarke (* 1951)
- John Clayton (* 1952)
- Rob Clutton (* 1966)
- Avishai Cohen (* 1970)
- Greg Cohen (* 1953)
- Haggai Cohen-Milo (* ≈1984)
- Javier Colina (* 1960)
- Peter Compo (1932–2003)
- Shane Cooper (* 1985)
- Curtis Counce (1926–1963)
- Joshua Crumbly (* 1991)
- Stephan Crump (* 1972)
- Jim Crutcher (1934–2018)
- Tibor Csuhaj-Barna (* 1964)
- Peter Cudek (* 1979)
- Arnault Cuisinier (* ≈1958)

D
- Palle Danielsson (1946–2024)
- Magalí Datzira (* 1997)
- Clara Däubler (* ≈1988)
- Nils Davidsen (* 1966)
- Kenny Davis (* 1961)
- Richard Davis (1930–2023)
- Chuck Deardorf (1954–2022)
- Matthias Debus (* 1977)
- Dario Deidda (* 1968)
- George DeLancey (* 1988)
- Sascha Delbrouck (* 1969)
- Stephan Deller (* 1991)
- Marc Demuth (* 1978)
- Bart De Nolf (* 1965)
- Antonia Dering (* 1989)
- Wolfram Derschmidt (* 1964)
- Christophe Devisscher (* 1971)
- Christian Diener (* 1964)
- Wayne Dockery (1941–2018)
- Dwayne Dolphin (* 1963)
- Arnold Dooyeweerd (* 1946)
- Dezron Douglas (* 1981)
- Andrew Downing (* 1973)
- Kamila Drabek (* 1995)
- Mark Dresser (* 1952)
- Jakob Dreyer (* 1981)
- Paul Dubois (1924–2016)
- Trevor Dunn (* 1968)
- Benoît Dunoyer de Segonzac (* 1962)
- Nick Dunston (* 1996)
- George Duvivier (1920–1985)

E
- Kyle Eastwood (* 1968)
- Norman Edge (1934–2018)
- János Egri (* 1966)
- Matthias Eichhorn (* 1978)
- Tibor Elekes (* 1960)
- Reinier Elizarde (* 1982)
- Harald Eller (* 1956)
- Rudi Engel (* 1957)
- Hendrika Entzian (* 1984)
- Kâmil Erdem (* 1959)
- Julian Euell (1929–2019)
- Finn von Eyben (* 1944)

F
- Tony Falanga (* ≈1970)
- Sven Faller (* 1969)
- Don Falzone (* ≈1965)
- Charles Fambrough (1950–2011)
- Malachi Favors (1937–2004)
- Clemens van der Feen (* 1980)
- Johannes Felscher (* 1983)
- Johannes Fend (* ≈1996)
- Pedro Ivo Ferreira (* ≈1990)
- Judith Ferstl (* 1989)
- Frank Fields (1914–2005)
- Johannes Fink (* 1964)
- Arnold Fishkin (1919–1999)
- Trygve Waldemar Fiske (* 1987)
- Nicolas Fiszman (* 1964)
- Hans Foletti (1928–2015)
- Joachim Florent (* 1979)
- Bill Folwell (1939–2019)
- Alessandro Fongaro (* 1991)
- Thomas Fonnesbæk (* 1977)
- Seth Ford-Young (* 1973)
- Michael Formanek (* 1958)
- Pops Foster (1892–1969)
- Daniel Franck (* ≈1979)
- Henry Franklin (* 1940)
- Earl Freeman (1931–1994)
- David Friesen (* 1942)
- Kelly Friesen (1967–2024)
- Henny Frohwein (1924–2012)
- Horacio Fumero (* 1949)

G
- Henning Gailing (* 1965)
- Ricardo Galeazzi (1931–1989)
- Ivars Galenieks (1952–2024)
- Inma Galiot (* ≈1980)
- Maciej Garbowski (* 1981)
- Benjamin Garcia (* 1980)
- Renaud Garcia-Fons (* 1962)
- Paula Gardiner (* ≈1963)
- Ed Garland (1895–1980)
- Jimmy Garrison (1934–1976)
- Victor Gaskin (1934–2012)
- Michel Gaudry (1928–2019)
- Victor Gelling (* 1998)
- Ivan Gélugne (* 1976)
- James Genus (* 1966)
- Russell George (* 1932)
- Kalli Gerhards (* 1955)
- Max Gerl (* 1995)
- Bruce Gertz (* 1952)
- Steve Gilmore (* 1943)
- Pedro Giraudo (* 1977)
- Dominique Girod (* 1975)
- Fabian Gisler (* 1977)
- Rainer Glas (* 1954)
- Mark Godfrey (* ≈1988)
- Lincoln Goines (* 1953)
- Judith Goldbach (* 1981)
- Ruth Goller (* ≈1981)
- Žiga Golob (* 1973)
- Yuri Goloubev (* 1972)
- Eddie Gomez (* 1944)
- Andy Gonzalez (1951–2020)
- Tom Götze (* 1968)
- Dodo Goya (1939–2017)
- Sebastian Gramss (* 1966), auch Cellist
- Jack Gregg (* 1938)
- Larry Grenadier (* 1966)
- Henry Grimes (1935–2020), auch Violinist
- Joel Grip (* 1982)
- Michael Gudenkauf (* 1984)
- Wolfgang Güttler (1945–2022)
- Barry Guy (* 1947)

H
- Ivan Habernal (* 1983)
- Charlie Haden (1937–2014)
- Manu Hagmann (* 1980)
- Russell Hall (* ≈1995)
- Jon Hamar (* 1975)
- Virtue Hampton Whitted (1922–2007)
- Rudolf Hansen (1924–2004)
- Arthur Harper (1939–2004)
- Ratzo Harris (* 1955)
- Ali Haurand (1943–2018)
- Marshall Hawkins (* 1939)
- Johnny Hawksworth (1924–2009)
- Oli Hayhurst (* ≈1975)
- John Heard (1938–2021)
- Percy Heath (1923–2005)
- Spike Heatley (1933–2021)
- Lorenz Heigenhuber (* ≈1991)
- Mark Helias (* 1950)
- David Helm (* 1990)
- Felix Henkelhausen (* 1995)
- Shifty Henry (1921–1958)
- Caris Hermes (* 1991)
- Romy Herzberg (* 1951)
- Constantin Herzog (* 1984)
- Florian Herzog (* 1989)
- Maike Hilbig (* 1981)
- Calvin Hill (* 1945)
- Milt Hinton (1910–2000)
- Maximilian Hirning (* ≈1989)
- Frans van der Hoeven (* 1963)
- Devin Hoff
- Mathias Højgaard Jensen (* ≈1992)
- Dave Holland (* 1946)
- Major Holley (1924–1990)
- Fraser Hollins (* 1970)
- Kurt Holzkämper (* 1971)
- Willem von Hombracht (* 1960)
- Lisa Hoppe (* 1988)
- Julia Hornung (* 1990)
- József Barcza Horváth (* 1974)
- Litschie Hrdlicka (* 1955)
- Arne Huber (* 1977)
- Pirmin Huber (* 1987)
- John Hughes (* 1972)
- Luděk Hulan (1929–1979)
- Bill Huntington (* 1937)

I
- Fabien Iannone (* 1990)
- Yoshio Ikeda (* 1942)
- Dieter Ilg (* 1961)
- Paul Imm (* 1956)
- Peter Ind (1928–2021)
- Walter Iooss (1914–1987)
- Dennis Irwin (1951–2008)

J
- Ali Jackson Sr. (1931–1987)
- Alvin Jackson (* 1921)
- Chubby Jackson (1918–2003)
- Paul Jackson (1947–2021)
- Jean-Marc Jafet (* 1956)
- James Jamerson (1936–1983)
- Michael Janisch (* 1979)
- Jan Jankeje (* 1950)
- Peter Janson (* 1960)
- Hervé Jeanne (* 1972)
- Thore Jederby (1913–1984)
- David Jehn (* 1963)
- Chris Jennings (* 1978)
- J.-F. Jenny-Clark (1944–1998)
- Rafael Jerjen (* 1989)
- Robin Jermer (* ≈1990)
- Alphonso Johnson (* 1951)
- Bill Johnson (1874–1972)
- Marc Johnson (* 1953)
- Leonard Jones (* 1943)
- Sam Jones (1924–1981)
- Wilbert de Joode (* 1955)
- Thomy Jordi (* 1963)
- Anders Jormin (* 1957)
- Papa John Joseph (1877–1965)
- Robert Jukič (* 1978)
- Berit Jung (* ≈1980)

K
- Victor Kaihatu (1939–2014)
- Kai Kanthak (* 1955)
- Christian von Kaphengst (* 1966)
- Jürgen Karg (* ≈1941)
- Mike Karn (* 1966)
- Shinichi Kato (* 1958)
- Peter Tico Keller (* 1942)
- Tom Kennedy (* 1960)
- Kent Kessler (* 1957)
- Patrick Kessler (* 1967)
- Ruslan Khain (1972–2022)
- Giorgi Kiknadze (* 1982)
- Roger Kintopf (* 1998)
- John Kirby (1908–1952)
- Maximiliano Kirszner (* 1987)
- German Klaiber (* 1967)
- Petros Klampanis (* 1981)
- Paul Kleber (* 1973)
- Jerker Kluge (* 1974)
- Rocky Knauer (* 1951)
- Ransom Knowling (1912–1967), auch Tubist
- Kenneth Dahl Knudsen (* 1984)
- Klaus Koch (1936–2000)
- Thomas Kolarczyk (* ≈1990)
- Athina Kontou (* 1978)
- Kristin Korb (* 1969)
- Moritz Koser (* 1992)
- Piotr Komosiński (* 1976)
- Damian Kostka (* 1991)
- Alois Kott (* 1950)
- Peter Kowald (1944–2002)
- Boris Kozlov (* 1967)
- Egon Kracht (* 1966)
- Lukas Kranzelbinder (* 1988)
- Fritz Krisse (* 1957)
- Reinhard Kroll (1954–2015)
- Marcel Krömker (* 1981)
- Eva Kruse (* 1978)
- Gerhard Kubach (* 1955)
- Nils Kugelmann (* 1996)
- Axel Kühn (* 1981)
- Stefanie Kunckler (* 1979)
- Hans Peter Künzle (* 1951)
- Andreas Kurz (* 1979)

L
- Sal La Rocca (* 1961)
- Hélène Labarrière (* 1963)
- Chris Lachotta (1959–2016)
- Scott LaFaro (1936–1961)
- Thomas Lähns (* 1981)
- Lloyd Lambert (1928–1995)
- Robert Landfermann (* 1982)
- Hajo Lange (1935–2001)
- Niko Langenhuijsen (* 1951)
- Chris Laurence (* 1949)
- Bruce Lawrence (1926/27–2015)
- Marc-Michel Le Bévillon (* 1956)
- Joëlle Léandre (* 1951)
- Bill Lee (1928–2023)
- Jani Lehmann (* 1948)
- Max Leiß (* 1986)
- Calvin Lennig (* 1993)
- Günter Lenz (* 1938)
- Jack Lesberg (1920–2005)
- Mark Lewandowski (* ≈1990)
- Herbie Lewis (1941–2007)
- Stefan Lievestro (* 1964)
- Ivar Lindell (1940–2020)
- Kurt Lindgren (1937–1989)
- Lucas Lindholm (1943–2025)
- John Lindsay (1894–1950)
- Jérémy Lirola (* 1979)
- Joel Locher (* 1982)
- John Lockwood (* 1949)
- Freddie Logan (1930–2003)
- Jens Loh (* 1971)
- Brandon Lopez (* 1988)
- Jorge López Ruiz (1935–2018)
- Francesco Losavio (* ≈1984)
- Antti Lötjönen (* 1980)
- Arnold Loyacano (1889–1962)
- Matthew Lux (* 1973)

M
- Edward Maclean (* 1974)
- Wiro Mahieu (* 1964)
- Ivor Malherbe (* 1962)
- Dieter Manderscheid (* 1956)
- Musa Manzini (1971–2023)
- Thomas Markusson (* 1978)
- Chink Martin (1889–1981)
- Ron Mathewson (1944–2020)
- Christian McBride (* 1972)
- Ron McClure (* 1941)
- Mary Ann McSweeney (* 1962)
- Sava Medan (* 1964)
- Caspar van Meel (* 1979)
- Alex Meik (* 1966)
- Fuensanta Méndez (* 1995)
- David Mengual (* 1970)
- Hernán Merlo (* 1957)
- Bernhard Meyer (* ≈1984)
- Adi Meyerson (* 1991)
- Pierre Michelot (1928–2005)
- Harry Miller (1941–1983)
- Johnny Miller (1915–1988)
- Sam Minaie (* 1983)
- Kelsey Mines (* ≈1990)
- Charles Mingus (1922–1979)
- Roberto Miranda (* ≈1950)
- Red Mitchell (1927–1992)
- Bogdan Mizerski (* 1955)
- Charnett Moffett (1967–2022)
- Monk Montgomery (1921–1982)
- Don Moore (1938–2025)
- Glen Moore (* 1941)
- Lasse Mørck (* 1989)
- Bernardo Moreira (* 1965)
- Patrice Moret (* 1972)
- Al Morgan (1908–1974)
- Massimo Moriconi (* 1955)
- Wolfgang Mörike (* 1965)
- George Morrow (1925–1992)
- Basil Moses (1941–2011)
- Miles Mosley (* 1980)
- George Mraz (1944–2021)
- Bernhard Mrohs (* 1949)
- Max Mucha (* 1989)
- Marc Muellbauer (* 1968)
- Sani van Mullem (* 1977)
- Hendrik Müller (* 1986)
- Misha Mullov-Abbado (* 1991)
- Adrian Myhr (* 1984)

N
- Helmut Nadolski (* 1942)
- Kengo Nakamura (* 1965)
- Jamil Nasser (1932–2010)
- Buell Neidlinger (1936–2018)
- Clyde Newcombe (≈1910–?)
- Roberto Nicolosi (1914–1989)
- Buschi Niebergall (1938–1990)
- Vincent Niessen (* 1997)
- Milan Nikolić (* 1973)
- Victor Ntoni (1947–2013)

O
- Tilman Oberbeck (* 1992)
- Mali Obomsawin (* ≈1995)
- Aidan O’Donnell (* ≈1980)
- Jeanaine Oesch (* 1997)
- Antoine Ogay (* 1958)
- Darek Oleszkiewicz (* 1963)
- Eivind Opsvik (* 1973)
- György Orbán (* 1978)
- Milt Orent (1918–1975)
- Niels-Henning Ørsted Pedersen (1946–2005)
- Ulla Oster (* 1956)
- Ruud Ouwehand (* 1958)
- Kieran Overs (* 1950)
- Endea Owens (* 1988)

P
- Walter Page (1900–1957)
- Bert Palinckx (* 1962)
- Marco Panascia (* 1972)
- William Parker (* 1952)
- Johanna Pärli (* 1989)
- Matthew Parrish (* 1969)
- John Patitucci (* 1959)
- Alcide Pavageau (1888–1969)
- Mario Pavone (1940–2021)
- Gary Peacock (1935–2020)
- Bjørn Pedersen (1935–2007)
- Guy Pedersen (1930–2005)
- Jimmi Roger Pedersen (* 1965)
- Aladár Pege (1939–2006)
- Branko Pejaković (1927–2016)
- Matt Penman (* 1974)
- Pavel Pešta (1948–2007)
- Davide Petrocca (* 1975)
- Louis Petrucciani (* 1958)
- Oscar Pettiford (1922–1960), auch Cellist
- Jakob Petzl (* 1985)
- Mirko Pfennig (* 1972)
- Michael Pfeuti (1959–2022), auch klassisch
- Ethan Philion (* ≈1990)
- Ulrich Phillipp (* 1956)
- Barre Phillips (1934–2024)
- Dudley Phillips (* 1960)
- Andreas Pientka (* 1993)
- Jens Piezunka (* 1967)
- Milan Pilar (* 1934)
- Vic Pitt (1941–2021)
- Martin Pizzarelli (* 1963)
- Simon Planting (* ≈1962)
- Lonnie Plaxico (* 1960)
- Michel Poffet (* 1956)
- Géraud Portal (* 1987)
- Gregor Praml (* 1974)
- Raphael Preuschl (* 1977)
- Jodi Proznick (* 1975)
- Carlitos del Puerto (* 1975)
- Carlos del Puerto (* 1951)
- Colin Purbrook (1936–1999)

R
- Johnny Răducanu (1931–2011)
- Harish Raghavan (* 1982)
- Chuck Rainey (* 1940)
- Christian Ramond (* 1962)
- Morten Ramsbøl (* 1970)
- Sebastian Räther (* 1971)
- Kevin Ray (* ≈1975)
- Morris Rayman (1913–1994)
- Alison Rayner (* 1952)
- Rufus Reid (* 1944)
- Anna Reisigl (* 1997)
- Vitold Rek (* 1955)
- Étienne Renard (* 1991)
- Stefan Rey (* 1989)
- Jim Richardson (* 1941)
- Mike Richmond (* 1948)
- Matt Ridley (* 1981)
- Lyle Ritz (1930–2017)
- Piotr Rodowicz (* 1954)
- Reuben Rogers (* 1974)
- Rick Rosato (* 1988)
- Isabel Rößler: Bass (* ≈1995)
- Tim Roth (* 1985)
- Carmen Rothwell (* 1992)
- Rick Rozie (* ≈1944)
- Xaver Rüegg (* 1993)
- Florian Rynkowski (* 1981)

S
- Sélène Saint-Aimé (* ≈1995)
- Tetsu Saitō (1955–2019)
- Ameen Saleem (* 1979)
- Paul Santner (* 1992)
- Pekka Sarmanto (* 1945)
- Michelangelo Scandroglio (* 1996)
- Johannes Schaedlich (* 1957)
- Benny Schäfer (* 1980)
- Hans Schätzke (* 1938)
- Holger Scheidt (* 1979)
- Markus Schieferdecker (* 1972)
- Joschi Schneeberger (* 1957)
- Hans Schneider (1951–2024)
- Nick Schneider (1943–2024)
- Bob Scholer (* 1942)
- Jacques Schols (1935–2016)
- Ed Schuller (* 1955)
- Mini Schulz (* 1966)
- Dominik Schürmann (* 1971)
- Sebastian Schuster (* 1982)
- Karl E. H. Seigfried (* 1973)
- Koos Serierse (1936–2017)
- Jack Sewing (* 1934)
- Timo Shanko (* 1968)
- Avery Sharpe (* 1954)
- Marcus Shelby (* 1966)
- Paul Sikivie (* 1983)
- Pierre Sim (1929–2020)
- John Simmons (1918–1979)
- Andy Simpkins (1932–1999)
- Sirone (1940–2009)
- Peter Slavov junior (* 1979)
- Melissa Slocum (* 1961)
- Chris Smildiger (1929–2010)
- Jasper Somsen (* 1973)
- Brice Soniano (* 1979)
- Márton Soós (* 1982)
- Esperanza Spalding (* 1984)
- Nimrod Speaks (* ≈1985)
- Barney Spieler (≈1920–≈1964)
- Ferruccio Spinetti (* 1970)
- Thomas Stahr (* 1960)
- Scott Steed (1957–2020)
- Barry Stephenson (* 1987)
- Luke Stewart (* ≈1987)
- Thomas Stieger (* 1986)
- Ludwig Stimmler (1940–2003)
- Christian Stock (* 1956)
- Ben Street (* ≈1970)
- Jon Rune Strøm (* 1985)
- Ted Sturgis (1913–1995)
- Hans Sturm (* 1960)
- Bronisław Suchanek (* 1948)
- Juma Sultan (* 1942)
- Christian Meaas Svendsen (* 1988)
- Steve Swallow (* 1940)1960er Jahre
- Lloyd Swanton (* 1960)
- Joe Sydow (1926–2018)
- Mátyás Szandai (1977–2023)

T
- Simon Tailleu (* 1983)
- Frank Tate (* 1943)
- Ares Tavolazzi (* 1948)
- Gianfranco Tedeschi
- Thelma Terry (1901–1966)
- Henri Texier (* 1945)
- Fred Thomas (* 1985)
- Danny Thompson (* 1939)
- Daniel Toledo (* 1991)
- Yves Torchinsky (* 1957)
- Christopher Tordini (* 1984)
- Brian Torff (* 1954)
- Lloyd Trotman (1923–2007)
- Peter Trunk (1936–1973)
- Herbie Tsoaeli (* 1964)
- Ben Tucker (1930–2013)

U
- Noriko Ueda (* 1972)
- František Uhlíř (* 1950)
- Paul G. Ulrich (* 1959)
- Jiří Urbánek (1944–2009)
- Christoph Utzinger (* 1987)

V
- Jeroen de Valk (* 1958)
- Giulia Valle (* 1972)
- Nenad Vasilić (* 1975)
- Tobias Vedovelli (* 1993)
- Laurent Vernerey (* 1965)
- Rémi Vignolo (* 1972)
- Juan Camilo Villa (* 1983)
- Jean-Philippe Viret (* 1959)
- Miroslav Vitouš (* 1947)
- Tjitze Vogel (* 1958)
- Peter Vuust (* 1961)

W
- Jean-Philippe Wadle (* 1980)
- Eliot Wadopian (1958–2021)
- Andreas Waelti (* 1980)
- Raphael Walser (* 1988)
- Ellen Andrea Wang (* 1986)
- Herbert Ward (1921–1994)
- Eberhard Weber (* 1940)
- Tilo Wedell (* ≈1937)
- Martin Weinert (* 1961)
- Bastian Weinig (* 1992)
- Götz Wendlandt (* 1933)
- Stefan Werni (1967–2024)
- Harvey Weston (* 1940)
- Rodney Whitaker (* 1968)
- Neville Whitehead (* ≈1946)
- Dave Whitford (* 1973)
- Jim Widner (1946–2021)
- Ursula Wienken (* 2001)
- Buster Williams (* 1942)
- Chocolate Williams (1916–1984)
- Martin Wind (* 1968)
- Peter Witte (1930–2007)
- Carl Wittig (* 1995)
- Jeff Wohlgenannt (* 1953)
- Ksawery Wójciński (* 1983)
- Ben Wolfe (* 1962)
- David Wong (* 1982)
- Chris Wood (* 1969)
- Jimmy Woode (1929–2005)
- Reggie Workman (* 1937)
- Sabine Worthmann (* 1959)
- Lisa-Rebecca Wulff (* 1990)

Y
- Dave Young (* 1940)
- Eldee Young (1936–2007)

Z
- Chester Zardis (1900–1990)
- Yoni Zelnik (* 1975)
- Martin Zenker (* 1970)
- Torbjörn Zetterberg (* 1976)
- Félix Zurstrassen (* 1987)
- Itiberê Zwarg (* 1950)

### Ensembles von Kontrabassisten im Jazz
- Los Angeles Bass Violin Choir: Red Callender, John Heard, Herbie Lewis, Andy Simpkins, Herbert D. Smith, Frederick D. Tinsley, Bertram Turetzky
- The New York Bass Violin Choir: Lisle Atkinson, Ron Carter, Richard Davis, Michael Fleming, Milt Hinton, Sam Jones, Bill Lee
- L’Orchestre de contrebasses: Renaud Garcia-Fons, Christian Gentet, Xavier Lugué, Olivier Moret, Etienne Roumanet, Yves Torchinsky,  Jean-Philippe Viret
- Superbass: Ray Brown, John Clayton, Christian McBride

## Neue Improvisationsmusik
- Maarten Altena (* 1943)
- Akira Andō (* 1955)
- Matthias Bauer (* 1959)
- Robert Black (* 1956)
- Olie Brice (* 1981)
- Kent Carter (* 1939)
- Mark Dresser (* 1952)
- Benjamin Duboc (* 1969)
- Shayna Dulberger (* 1983)
- John Eckhardt (* 1974)
- John Edwards (* 1964)
- Finn von Eyben (* 1944)
- Simon H. Fell (1959–2020)
- Wolfgang Fernow (1952–2022)
- Alexander Frangenheim (* 1959)
- Johannes Frisch (Kammerflimmer Kollektief)
- Mich Gerber (* 1957)
- Dominique Girod (* 1975)
- Sebastian Gramss (* 1966)
- Andy Guhl (* 1952)
- Wolfgang Güttler (1945–2022)
- Barry Guy (* 1947)
- Anton Hatwich
- Devin Hoff
- John Hughes (* 1972)
- Peter Jacquemyn (* 1963)
- Kent Kessler (* 1957)
- Peter Kowald (1944–2002)
- Klaus Kürvers (* 1950)
- Dominic Lash (* 1980)
- Joëlle Léandre (* 1951)
- Adam Linson (* 1975)
- Aaron Lumley (* 1981)
- Olivier Magnenat (1950–2011)
- Torsten Müller (* 1957)
- Adrian Myhr (* 1984)
- William Parker (* 1952)
- Ulrich Phillipp (* 1956)
- Barre Phillips (1934–2024)
- Bernd Preinfalk (* 1966)
- Reuben Radding (* 1966)
- Jason Roebke (* 1974)
- Tetsu Saitō (1955–2019)
- Stefano Scodanibbio (1956–2012)
- Damon Smith (* 1972)
- Daniel Studer (* 1961)
- Gianfranco Tedeschi
- Bertram Turetzky (* 1933)
- Christian Weber (* 1972)
- Albert Wildeman (* ≈1988)
- Joe Williamson (* 1970)
- Christoph Winckel (* 1950)
- Georg Wolf (* ≈1955)
- Torbjörn Zetterberg (* 1976)

## Blues
- Arnoud van den Berg (* 1971)
- Jack Bruce (1943–2014)
- Willie Dixon (1915–1992)
- Ransom Knowling (1912–1967)
- Fiddlin’ Joe Martin (1900–1975)
- Larry Taylor (1942–2019)

## Rhythm & Blues
- Adolphus Alsbrook (1912–1988)
- Peter Badie (1925–2023)
- Dallas Bartley (1916–1979)
- Billy Diamond (1916–2011)
- Frank Fields (1914–2005)
- Spike Heatley (1933–2021)
- Shifty Henry (1921–1958)
- Ransom Knowling (1912–1967)
- Lloyd Lambert (1928–1995)
- Alex Meik (* 1966)
- Chuck Rainey (* 1940)
- Bill Sinegal (1928–2014)
- Lloyd Trotman (1923–2007)
- Ike Turner (1931–2007)
- Andrew White (1942–2020)
- Eldee Young (1936–2007)

## Rock ’n’ Roll und Rockabilly
- Didi Beck (Boppin’B)
- Big Mark (Johnny Cash Experience)
- Bill Black (1926–1965)
- Travlin’ Mike Blisters (Ray & the Rockets)
- Dorsey Burnette (1932–1979)
- Holly Burnette (Ray & the Rockets)
- Michael Frick (* 1971)
- Marshall Grant (1928–2011)
- Carsten Harbeck (Ray & the Rockets)
- Michael Lahmann (Ray & the Rockets)
- Puck Lensing (* 1975)
- Jack Neal (Gene Vincent)
- Clayton Perkins (Carl Perkins)
- Lee Rocker (Stray Cats)
- Marcus Van Story (1920–1992)

## Folk- und Rockmusik
- Thierry Amar
- John Deacon (* 1951)
- Colin Edwin (* 1970)
- Seth Ford-Young (* 1973)
- Tony Garnier (* 1956)
- John Giblin (1952–2023)
- Jeffrey Hammond (* 1946)
- Devin Hoff
- Ralf Mähnhöfer (u. a. Pentagram, Emek Korosu, AWO Chor Duisburg, Cem Karaca, Anadoĝlu Orkestra, Orient 77, Anatology, Cem Karacas Anatology Revival-Band)
- Edgar Meyer (* 1960)
- Danny Miranda (* 1964)
- Mali Obomsawin (* ≈1995)
- Sting (* 1951)
- Danny Thompson (* 1939)
- Sissy Voss (Coppelius)
- Eliot Wadopian (1958–2021)
- Rob Wasserman (1952–2016)
- Stefan Wulff (Ougenweide)
- Chris Wyse (* 1969)
- Yu~ki (Malice Mizer)

## Volksmusik
- Walter Alder (* 1952)
- Carlo Brunner (* 1955)
- Urs Mangold (* 1954)
- Dominik Marty (1936–2005)
- Philipp Mettler (* 1975)
- Ueli Mooser (* 1944)
- Turi Schellenberg (* 1940)
- Sepp Simonelli (1936–2014)
- Peter Zinsli (1934–2011)

## Tanz- und Unterhaltungsmusik
- Markus Fritsch (* 1963)